# Nikola Maksimović
Nikola Maksimović (in serbo Никола Максимовић?; Bajina Bašta, 25 novembre 1991) è un calciatore serbo, difensore del Montpellier.

## Caratteristiche tecniche
Difensore centrale, in grado di giocare anche da centrocampista difensivo. Abbina una discreta rapidità all'ovvia predisposizione per il gioco aereo e la marcatura dell'attaccante avversario. In patria è stato più volte paragonato a Nemanja Vidić.
Durante la prima stagione in forza al Torino è stato impiegato dall’allora tecnico granata Gian Piero Ventura in diversi match come esterno destro di centrocampo, fruttando discreti risultati, mentre sotto gli ordini di Carlo Ancelotti al Napoli è stato spesso impiegato come terzino destro.

## Carriera

### Club

#### Sloboda e Stella Rossa
Inizia la carriera nel 2002, quando viene acquistato dal Kosmos, per militare nelle varie divisioni giovanili del club serbo; dopo due anni passa allo Sloga.
Nel 2006 si trasferisce nelle file dello Sloboda dove, due anni più tardi ed esattamente il 16 luglio 2009, debutta in prima squadra in occasione della partita contro il Kaunas. Il 19 settembre 2010 subisce la sua prima ammonizione in carriera durante la partita contro lo Spartak Subotica. In occasione dell'incontro disputatosi a Lučani il 5 marzo 2011, Maksimović realizza la sua prima rete da professionista.
Durante la sessione invernale del calciomercato 2012 viene acquistato dalla Stella Rossa per una cifra vicina ai 300.000 euro, e qui debutta il 3 marzo durante la partita contro lo Spartak Subotica.

#### Torino
A fine stagione il 51% del suo cartellino viene acquistato dalla squadra cipriota dell'Apollon Limassol che il 23 luglio 2013 definisce la sua cessione al Torino con la formula del prestito oneroso con diritto di riscatto Il 6 ottobre successivo debutta in Serie A nella trasferta di Genova contro la Sampdoria, entrando nei minuti finali. Nel corso della stagione si conquista il posto da titolare da difensore centrale prima ed esterno destro di centrocampo dopo.
Il 27 maggio 2014 il Torino esercita ufficialmente il diritto di riscatto dall'Apollon Limassol, acquistando il giocatore a titolo definitivo.
Veste la maglia granata complessivamente per tre stagioni, collezionando 76 presenze tra campionato e coppe.

#### Napoli, il prestito allo Spartak e il rientro a Napoli
Il 31 agosto 2016 viene acquistato dal Napoli in prestito per 6 milioni di euro con obbligo di riscatto fissato a 20 milioni di euro. Il 28 settembre 2016 esordisce con la maglia azzurra subentrando al posto di Raúl Albiol nella partita di Champions League contro il Benfica vinta per 4-2.
Il 23 ottobre 2016 sigla il suo primo gol italiano, nella partita di campionato vinta contro il Crotone per 2-1.
Dopo un anno e mezzo passato ai margini della rosa partenopea, il 26 gennaio 2018 si trasferisce in prestito allo Spartak Mosca, in cui milita sino al 30 giugno prima di fare ritorno a Napoli.
Torna a disputare una partita con i partenopei il 15 settembre 2018, disputando da titolare il match vinto per 1-0 contro la Fiorentina. Il 2018 all'ombra del Vesuvio lo vede spesso protagonista, venendo schierato con continuità e divenendo autore di buone prestazioni, nonostante qualche problema fisico.
Anche l'anno successivo trova spazio nonostante sia vittima di problemi fisici. Disputa infatti da titolare la vittoriosa finale di coppa Italia contro la Juventus terminata ai calci di rigore (4-2), siglando anche il terzo rigore per gli azzurri dopo avere fornito un'ottima prestazione nei tempi regolamentari.

#### Genoa e Hatayspor
Il 31 agosto 2021 firma per il Genoa, ma il 1ºsettembre 2022 risolve anticipatamente il contratto con la squadra ligure.
Il 3 luglio 2023, dopo aver trascorso una stagione da svincolato, firma per l'Hatayspor. Al termine della stagione rimane svincolato.

#### Montpellier
Il 31 ottobre 2024, dopo quattro mesi senza squadra, firma un accordo annuale con il Montpellier.

### Nazionale
Conta 4 presenze con le nazionali giovanili serbe: due con l'Under-19 e due con l'Under-21.
La prima convocazione con la selezione maggiore arriva il 31 maggio 2012, per una doppia amichevole contro Francia e Svezia, incontri nei quali viene schierato fin dall'inizio in qualità di titolare. Successivamente torna in campo in altre due amichevoli, opposto a Irlanda (dove entra in campo nella ripresa) e Cile (di nuovo dal 1').

## Statistiche

### Presenze e reti nei club
Statistiche aggiornate al 4 gennaio 2025.
| Stagione             | Squadra              | Campionato           | Campionato | Campionato | Coppe nazionali | Coppe nazionali | Coppe nazionali | Coppe continentali | Coppe continentali | Coppe continentali | Altre coppe | Altre coppe | Altre coppe | Totale | Totale |
| Stagione             | Squadra              | Comp                 | Pres       | Reti       | Comp            | Pres            | Reti            | Comp               | Pres               | Reti               | Comp        | Pres        | Reti        | Pres   | Reti   |
| -------------------- | -------------------- | -------------------- | ---------- | ---------- | --------------- | --------------- | --------------- | ------------------ | ------------------ | ------------------ | ----------- | ----------- | ----------- | ------ | ------ |
| 2008-2009            | Sevojno              | PL                   | 4          | 0          | CS              | -               | -               | -                  | -                  | -                  | -           | -           | -           | 4      | 0      |
| 2009-2010            | Sevojno              | PL                   | 24         | 2          | CS              | -               | -               | UEL                | 3                  | 0                  | -           | -           | -           | 27     | 2      |
| Totale Sevojno       | Totale Sevojno       | Totale Sevojno       | 28         | 2          |                 |                 |                 |                    | 3                  | 0                  |             | -           | -           | 31     | 2      |
| 2010-2011            | Sloboda Užice        | SL                   | 20         | 1          | CS              | 3               | 0               | -                  | -                  | -                  | -           | -           | -           | 23     | 1      |
| 2011-gen. 2012       | Sloboda Užice        | SL                   | 12         | 0          | CS              | 1               | 0               | -                  | -                  | -                  | -           | -           | -           | 13     | 0      |
| Totale Sloboda Užice | Totale Sloboda Užice | Totale Sloboda Užice | 32         | 1          |                 | 4               | 0               |                    | -                  | -                  |             | -           | -           | 36     | 1      |
| gen.-giu. 2012       | Stella Rossa         | SL                   | 12         | 0          | CS              | 3               | 0               | -                  | -                  | -                  | -           | -           | -           | 15     | 0      |
| 2012-2013            | Stella Rossa         | SL                   | 13         | 1          | CS              | 1               | 0               | UEL                | 6                  | 0                  | -           | -           | -           | 20     | 1      |
| Totale Stella Rossa  | Totale Stella Rossa  | Totale Stella Rossa  | 25         | 1          |                 | 4               | 0               |                    | 6                  | 0                  |             | -           | -           | 35     | 1      |
| 2013-2014            | Torino               | A                    | 23         | 0          | CI              | 0               | 0               | -                  | -                  | -                  | -           | -           | -           | 23     | 0      |
| 2014-2015            | Torino               | A                    | 27         | 0          | CI              | 1               | 0               | UEL                | 9                  | 0                  | -           | -           | -           | 37     | 0      |
| 2015-2016            | Torino               | A                    | 16         | 0          | CI              | -               | -               | -                  | -                  | -                  | -           | -           | -           | 16     | 0      |
| Totale Torino        | Totale Torino        | Totale Torino        | 66         | 0          |                 | 1               | 0               |                    | 9                  | 0                  |             | -           | -           | 76     | 0      |
| 2016-2017            | Napoli               | A                    | 8          | 1          | CI              | 2               | 0               | UCL                | 2                  | 0                  | -           | -           | -           | 12     | 1      |
| 2017-gen. 2018       | Napoli               | A                    | 2          | 0          | CI              | 1               | 0               | UCL                | 1                  | 0                  | -           | -           | -           | 4      | 0      |
| gen.-giu. 2018       | Spartak Mosca        | PL                   | 9          | 0          | KR              | 2               | 0               | UEL                | -                  | -                  | SR          | -           | -           | 11     | 0      |
| 2018-2019            | Napoli               | A                    | 17         | 0          | CI              | 2               | 0               | UCL+UEL            | 5+4                | 0+0                | -           | -           | -           | 28     | 0      |
| 2019-2020            | Napoli               | A                    | 22         | 1          | CI              | 3               | 0               | UCL                | 3                  | 0                  | -           | -           | -           | 28     | 1      |
| 2020-2021            | Napoli               | A                    | 17         | 0          | CI              | 2               | 0               | UEL                | 8                  | 0                  | SI          | 0           | 0           | 27     | 0      |
| Totale Napoli        | Totale Napoli        | Totale Napoli        | 66         | 2          |                 | 10              | 0               |                    | 23                 | 0                  |             | 0           | 0           | 99     | 2      |
| 2021-2022            | Genoa                | A                    | 14         | 0          | CI              | 0               | 0               | -                  | -                  | -                  | -           | -           | -           | 14     | 0      |
| 2023-2024            | Hatayspor            | SL                   | 18         | 0          | TK              | 2               | 0               | -                  | -                  | -                  | -           | -           | -           | 20     | 0      |
| ott. 2024-2025       | Montpellier          | L1                   | 7          | 0          | CF              | 0               | 0               | -                  | -                  | -                  | -           | -           | -           | 7      | 0      |
| Totale carriera      | Totale carriera      | Totale carriera      | 265        | 6          |                 | 23              | 0               |                    | 41                 | 0                  |             | 0           | 0           | 329    | 6      |

### Cronologia di presenze e reti in nazionale
| Cronologia completa delle presenze e delle reti in nazionale ― Serbia | Cronologia completa delle presenze e delle reti in nazionale ― Serbia | Cronologia completa delle presenze e delle reti in nazionale ― Serbia | Cronologia completa delle presenze e delle reti in nazionale ― Serbia | Cronologia completa delle presenze e delle reti in nazionale ― Serbia | Cronologia completa delle presenze e delle reti in nazionale ― Serbia | Cronologia completa delle presenze e delle reti in nazionale ― Serbia | Cronologia completa delle presenze e delle reti in nazionale ― Serbia |
| Data                                                                  | Città                                                                 | In casa                                                               | Risultato                                                             | Ospiti                                                                | Competizione                                                          | Reti                                                                  | Note                                                                  |
| --------------------------------------------------------------------- | --------------------------------------------------------------------- | --------------------------------------------------------------------- | --------------------------------------------------------------------- | --------------------------------------------------------------------- | --------------------------------------------------------------------- | --------------------------------------------------------------------- | --------------------------------------------------------------------- |
| 31-5-2012                                                             | Reims                                                                 | Francia                                                               | 2 – 0                                                                 | Serbia                                                                | Amichevole                                                            | -                                                                     |                                                                       |
| 5-6-2012                                                              | Solna                                                                 | Svezia                                                                | 2 – 1                                                                 | Serbia                                                                | Amichevole                                                            | -                                                                     |                                                                       |
| 15-8-2012                                                             | Belgrado                                                              | Serbia                                                                | 0 – 0                                                                 | Irlanda                                                               | Amichevole                                                            | -                                                                     | 46’                                                                   |
| 14-11-2012                                                            | San Gallo                                                             | Cile                                                                  | 1 – 3                                                                 | Serbia                                                                | Amichevole                                                            | -                                                                     |                                                                       |
| 18-11-2014                                                            | La Canea                                                              | Grecia                                                                | 0 – 2                                                                 | Serbia                                                                | Amichevole                                                            | -                                                                     | 48’ 88’                                                               |
| 7-6-2015                                                              | Sankt Pölten                                                          | Serbia                                                                | 4 – 1                                                                 | Azerbaigian                                                           | Amichevole                                                            | -                                                                     |                                                                       |
| 13-6-2015                                                             | Copenaghen                                                            | Danimarca                                                             | 2 – 0                                                                 | Serbia                                                                | Qual. Euro 2016                                                       | -                                                                     | 63’                                                                   |
| 23-3-2016                                                             | Poznań                                                                | Polonia                                                               | 1 – 0                                                                 | Serbia                                                                | Amichevole                                                            | -                                                                     |                                                                       |
| 29-3-2016                                                             | Tallinn                                                               | Estonia                                                               | 0 – 1                                                                 | Serbia                                                                | Amichevole                                                            | -                                                                     | 46’                                                                   |
| 25-5-2016                                                             | Užice                                                                 | Serbia                                                                | 2 – 1                                                                 | Cipro                                                                 | Amichevole                                                            | -                                                                     |                                                                       |
| 31-5-2016                                                             | Novi Sad                                                              | Serbia                                                                | 3 – 1                                                                 | Israele                                                               | Amichevole                                                            | -                                                                     | 46’                                                                   |
| 5-6-2016                                                              | Fontvieille                                                           | Serbia                                                                | 1 – 1                                                                 | Russia                                                                | Amichevole                                                            | -                                                                     | 83’                                                                   |
| 9-10-2016                                                             | Belgrado                                                              | Serbia                                                                | 3 – 2                                                                 | Austria                                                               | Qual. Mondiali 2018                                                   | -                                                                     | 90’                                                                   |
| 12-11-2016                                                            | Cardiff                                                               | Galles                                                                | 1 – 1                                                                 | Serbia                                                                | Qual. Mondiali 2018                                                   | -                                                                     |                                                                       |
| 15-11-2016                                                            | Charkiv                                                               | Ucraina                                                               | 2 – 0                                                                 | Serbia                                                                | Amichevole                                                            | -                                                                     | 83’                                                                   |
| 24-3-2017                                                             | Tbilisi                                                               | Georgia                                                               | 1 – 3                                                                 | Serbia                                                                | Qual. Mondiali 2018                                                   | -                                                                     |                                                                       |
| 2-9-2017                                                              | Belgrado                                                              | Serbia                                                                | 3 – 0                                                                 | Moldavia                                                              | Qual. Mondiali 2018                                                   | -                                                                     |                                                                       |
| 5-9-2017                                                              | Dublino                                                               | Irlanda                                                               | 0 – 1                                                                 | Serbia                                                                | Qual. Mondiali 2018                                                   | -                                                                     | 68’                                                                   |
| 9-10-2017                                                             | Belgrado                                                              | Serbia                                                                | 1 – 0                                                                 | Georgia                                                               | Qual. Mondiali 2018                                                   | -                                                                     | 70’                                                                   |
| 23-3-2018                                                             | Torino                                                                | Serbia                                                                | 1 – 2                                                                 | Marocco                                                               | Amichevole                                                            | -                                                                     | 73’                                                                   |
| 7-9-2019                                                              | Belgrado                                                              | Serbia                                                                | 2 – 4                                                                 | Portogallo                                                            | Qual. Euro 2020                                                       | -                                                                     | 10’                                                                   |
| 10-9-2019                                                             | Lussemburgo                                                           | Lussemburgo                                                           | 1 – 3                                                                 | Serbia                                                                | Qual. Euro 2020                                                       | -                                                                     |                                                                       |
| 14-11-2019                                                            | Belgrado                                                              | Serbia                                                                | 3 – 2                                                                 | Lussemburgo                                                           | Qual. Euro 2020                                                       | -                                                                     |                                                                       |
| 17-11-2019                                                            | Belgrado                                                              | Serbia                                                                | 2 – 2                                                                 | Ucraina                                                               | Qual. Euro 2020                                                       | -                                                                     |                                                                       |
| 3-9-2020                                                              | Mosca                                                                 | Russia                                                                | 3 – 1                                                                 | Serbia                                                                | UEFA Nations League 2020-2021 - 1º turno                              | -                                                                     | 57’                                                                   |
| Totale                                                                |                                                                       | Presenze                                                              | 25                                                                    |                                                                       | Reti                                                                  | 0                                                                     |                                                                       |

## Palmarès

### Club

#### Competizioni nazionali
- Coppa di Serbia: 1

Stella Rossa: 2011-2012
- Coppa Italia: 1

Napoli: 2019-2020